# Christine (novela)
Christine es una novela del escritor estadounidense Stephen King, publicada en 1983. Cuenta la historia de un automóvil aparentemente poseído por fuerzas sobrenaturales. En 1983 el director John Carpenter realizó una adaptación cinematográfica de la novela.
En abril de 2013, PS Publishing lanzó la novela en una edición limitada del 30 aniversario.

## Argumento

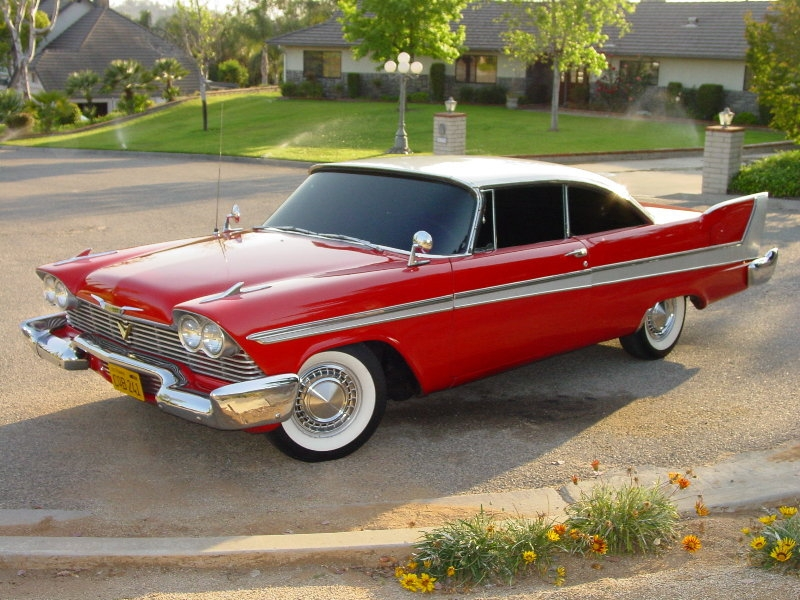
Un Plymouth Fury de 1958, similar a Christine.

Arnold Cunningham, apodado Arnie, es un joven nerd muy tímido y estudioso que participa en el club de ajedrez de su escuela, pero es objeto de las burlas de toda la facultad a causa de su acné y sus grandes gafas. El mejor amigo de Arnie es Dennis Guilder (el narrador en primera persona) y es mucho más popular que él, ya que juega en el equipo de rugby.
En 1978, Arnie y su amigo Dennis notan un Plymouth Fury de 1958 maltrecho, siendo vendido por un anciano con un aparato ortopédico en la espalda, Roland D. LeBay, quien llamó al automóvil "Christine". A pesar de las reservas de Dennis, Arnie lo compra por $250 y, mientras Arnie termina el papeleo, Dennis se sienta adentro de Christine y tiene una visión del automóvil y el entorno tal como existían 20 años atrás cuando el automóvil era nuevo. Dennis, asustado por la visión, decide que no le gusta el automóvil. Los padres de Arnie no están muy contentos por la compra de Christine y esto obliga a Arnie llevarse a Christine a un garaje de bricolaje dirigido por Will Darnell, sospechoso de utilizar el garaje como fachada para operaciones ilícitas. Mientras Arnie restaura el auto, deja de usar las gafas y su acné desaparece, pero también se vuelve retraído, sin sentido del humor y cínico. Cuando LeBay muere, Dennis conoce a su hermano menor, George, quien revela la historia de ira y comportamiento violento de LeBay. Finalmente, le revela a Dennis que el envenamiento de LeBay fue por monóxido de carbono.
Dennis observa que Arnie está adoptando muchos de los rasgos de la personalidad de LeBay y que ha comenzado a vestirse como un engrasador de la década de 1950. Dennis también ve que Arnie se ha vuelto cercano a Darnell, incluso actuando como mensajero en el contrabando de operaciones. Cuando Arnie casi termina de restaurar a Christine, comienza a salir con una atractiva estudiante llamada Leigh Cabot y los padres de Arnie lo obligan a mantener a Christine en el estacionamiento de un aeropuerto. Poco después, Clarence "Buddy" Repperton, un matón que culpa a Arnie por su expulsión de la escuela, se entera de dónde tienen a Christine y destroza el automóvil con la ayuda de su pandilla. Arnie, consciente de la capacidad de Christine para repararse a sí mismo, lo empuja a través del garaje de Darnell hasta que se deshace lo suficiente del daño para que pueda correr, y luego lo conduce a través del depósito de chatarra hasta que está completamente restaurada. Arnie se lastima la espalda en el proceso y comienza a usar un aparato ortopédico para la espalda, tal como lo hacía el difunto LeBay.
Durante una cita con Arnie, Leigh casi muere ahogada con una hamburguesa y solo se salva gracias a la intervención de un autoestopista. Leigh se da cuenta de que las luces del tablero de Christine parecían convertirse en ojos verdes deslumbrantes, observándola durante el incidente y que Arnie solo trató de salvarla a medias. Creyendo que ella y Christine están compitiendo por el afecto de Arnie, Leigh jura no volver a subirse al auto nunca más. Mientras tanto, varias muertes inexplicables relacionadas con automóviles ocurren en la ciudad. Las víctimas incluyen a Darnell, Buddy y a todos los demás, menos uno de sus cómplices en el vandalismo. La policía vincula a Christine con cada uno de los asesinatos, pero no se encuentran pruebas en el automóvil. El detective Rudolph "Rudy" Junkins comienza a sospechar de Arnie a pesar de sus coartadas. Christine, poseído por el espíritu vengativo de LeBay, comete estos asesinatos de forma independiente y luego se repara a sí misma.
Leigh y Dennis comienzan una relación mientras descubren detalles del pasado de Christine y LeBay. Dennis especula que LeBay sacrificó a su hija y esposa para hacer de Christine un receptáculo para su espíritu. Comparan las firmas de Arnie antes y después de la compra de Christine con las de LeBay. Arnie se topa con Leigh y Dennis estando íntimamente cerca en el auto de Dennis, lo que lo enfurece. Poco tiempo después, Junkins muere en un accidente automovilístico y ante la sospecha de que son los siguientes, Dennis y Leigh idean un plan para destruir el automóvil y salvar a Arnie. Mientras Arnie visita una universidad, Dennis y Leigh atraen a Christine al garaje y la hacen pedazos con un camión cisterna séptica. Dennis es testigo del espíritu de LeBay que intenta detenerlo antes de que se aplasten los restos. Dennis se entera de que Arnie y su madre murieron en un accidente de carretera, mientras que Christine mató antes al padre de Arnie. Los relatos de los testigos llevan a Dennis a creer que el espíritu de LeBay, vinculado a Arnie a través de Christine, huyó del Plymouth e intentó recuperar a Arnie, pero Arnie luchó contra él hasta empatar, lo que provocó el accidente.
Cuatro años después, Dennis y Leigh terminaron su relación. Lee sobre un accidente automovilístico en Los Ángeles, en el que un empleado de un autocine, que resulta ser el último miembro sobreviviente de la pandilla de Buddy, murió atropellado por un automóvil que atravesó una pared de bloques de cemento. Dennis especula que Christine pudo haberse reconstruido y se propone matar a todos los que se le opusieron, dejándolo a él para el final.

## Personajes
- Arnold "Arnie" Cunningham, protagonista.
- Dennis Guilder y Leigh Cabot, Amigos de Arnie, coprotagonistas.
- Roland D. Lebay, Veterano de Guerra (le vende el coche a Arnie y aunque muere, su "espíritu" sigue morando en Christine), secundario.
- Michael y Regina Cunningham, padres de Arnie, secundarios.
- George Lebay, hermano de Roland Lebay, escritor y maestro de Ohio, secundario.

## Adaptación cinematográfica
En 1983 se realizó la película sobre Christine. Fue dirigida por John Carpenter, y protagonizada por Keith Gordon como Arnold "Arnie" Cunningham, John Stockwell como Dennis Guilder, Alexandra Paul como Leigh Cabot, y Harry Dean Stanton como el detective Rudolph "Rudy" Junkins.

## Precursores
- La idea de un auto viviente y maligno fue utilizada previamente en la película de 1977 The Car.[2]
- Un episodio de La dimensión desconocida titulado You Drive, relata sobre un auto con mente propia que se conduce a sí mismo.[2]

## Cultura popular
- El auto Christine tiene una aparición en la novela Ready Player One de Ernest Cline y en su adaptación cinematográfica homónima, específicamente en la línea de inicio de la carrera por la primera llave del primer reto.
- En el libro de Misery (también de Stephen King), el coche en el cual llega la guardia del estado a la casa de Annie es un Plymouth.
- En un episodio de Malcolm in the middle, Malcolm ve un auto mientras caminaba junto a Stevie, lo compra y se obsesiona con él.
- En un episodio de Las Sombrías Aventuras de Billy y Mandy, Billy consigue un triciclo de niña a quien le pone nombre y se obsesiona con él. Al final, resulta que el triciclo tiene mente propia de una manera similar a Christine.
- En el episodio "The Honking", de la serie Futurama, se parodia este libro. Incluso, en otro capítulo, se puede apreciar que Philip J. Fry, haciendo de un espantapájaros, les lee Christine a los cuervos para asustarlos.
- En un episodio de Los padrinos mágicos, el padre de Timmy se obsesiona con un auto similar a Christine.
- En un episodio de Isla de Mutantes, Peri y Canape encuentran un auto que resulta tener mente propia similar a Christine.
- En un episodio de ¿Qué hay de nuevo Scooby Doo?, la llamada "Máquina del Misterio" cobra vida y se conduce a sí misma.
- En el episodio "Celos", de Las Chicas Superpoderosas, el profesor Utonio compra un auto con el que se obsesiona, al final el auto cobra vida e intenta matar a Las Chicas Superpoderosas.
- El auto Christine tiene un cameo en la novela It (también de Stephen King). En dicha novela, el payaso Pennywise toma la forma de uno de los amigos de Henry Bowers, y lo lleva en un Plymouth Fury a un hotel de Derry para que mate a los protagonistas.
- En la película El ojo del gato, Christine tiene un cameo al inicio de la película, donde casi atropella al gato, perseguido a su vez por Cujo.
- En un episodio de Garfield, un auto de color rosa como Christine se enamora de Jon Arbuckle.
- En el episodio "Al borde de la locura", de los Pingüinos de Madagascar, Skipper supone que su auto está vivo y persigue a Rico. Finalmente, Rico se enfrenta al auto poseído y lo destruye con una bomba. Al final se descubre que en el auto estaba un dispositivo de rastreo mediante láser que usaba Kowalski y solo seguía a Rico.
- En el episodio "La carrera contra el demonio", de la tercera temporada de la serie Tortugas Ninja, el auto que aparece es un muscle car de los años 70 parecido al Mercury Cougar y es libremente a la novela de King, pero en este caso, es cuando un conductor pasa por encima del mutágeno, empezó a mutarse junto con el conductor del auto, pero cuando el conductor del auto se sale del auto vuelve a ser humano normal y Donatello (miembro de las Tortugas Ninja) se da cuenta de que el auto está vivo.
- En el episodio "A little body of work", de la serie Tales from the Cryptkeeper, Kevin repara un auto y lo llama "Nena", el auto cobra vida y toma venganza de los ladrones de piezas de autos.
- En un episodio de Un show más, donde Mordecai y Rigby ven una película de terror llamada "¿Que hay gobernador?", se aparece un auto asesino, un taxi inglés de los años 50 que tiene vida propia.
- En el capítulo 21 "Arnie y Michael", se menciona la "Elm Street", un claro guiño a las películas de Freddy Krueger. También se menciona esta calle en el libro El misterio de Salem's Lot.
- En un capítulo del libro, el coprotagonista Dennis menciona a Cujo al decir: "....incluso había oído de un perro que no le dieron sus vacunas contra la rabia y mató a cuatro personas".
- En el libro 22/11/63 aparece siempre que Jake llega al pasado.